# هری گرین (بازیکن فوتبال، زاده۱۸۶۰)
هری گرین (انگلیسی: Harry Green؛ ۱۹ ژانویه ۱۸۶۰ – May 1900 (aged 40)) بازیکن فوتبال اهل پادشاهی متحد بریتانیای کبیر و ایرلند بود.
از باشگاه‌هایی که در آن بازی کرده‌است می‌توان به باشگاه فوتبال وست برومویچ آلبیون اشاره کرد.